# Dongfeng (köping i Kina, Guizhou)
Dongfeng (kinesiska: 东风, 东风镇) är en köping i Kina. Den ligger i provinsen Guizhou, i den sydvästra delen av landet, omkring 18 kilometer öster om provinshuvudstaden Guiyang.